# Joseph Mussomeli
Joseph Adamo Mussomeli, ameriški politolog in diplomat, * 26. maj 1952, New York, Združene države Amerike.
Od leta 2010 do 2015 je bil veleposlanik ZDA V Republiki Sloveniji.

## Življenje
V zgodnjem otroštvu so se Mussomelijevi ogromno selili, del mladosti je preživel celo v Nemčiji, v srednješolskih letih pa so se ustalili v New Jerseyju. Diplomiral je iz politologije. Bil je veleposlanik na Filipinih, v Kambodži in Sloveniji. 
Njegovi stari starši po obeh roditeljih so bili priseljenci iz Sicilije, Italija. 
Poročen je z Sharon F. Mussomeli in je oče treh otrok. Živi v pokoju v Virginiji. 

## Veleposlaniška kariera
Sprva je bil na raznih diplomatskih delovnih mestih v Egiptu, na Filipinih, kjer je bil dvakrat, v Severni Koreji, Šrilanki, Maroku, Bahrajnu in Afganistanu.
Ob svojem drugem službovanju v Manili, je za slabo leto zasedel položaj veleposlanika ZDA na Filipinih, še istega leta 2005 pa je enako funkcijo začel opravljati v Kraljevini Kambodži. Leta 2010 ga je Barack Obama imenoval na mesto veleposlanika ZDA v Republiki Sloveniji. V slednjem obdobju je bil znan po večkrat kritičnih besedah na račun slovenske oblasti. V prostem času piše pesmi, svojo poezijo je prebiral celo v ljubljanskem parku Zvezda.